# Józef Chabriolle
Józef Chabriolle pseud. Ivo, Ami  (zginął 28 lipca 1863 w bitwie między Seceminem a Rudnikami) – Francuz, ochotnik w czasie powstania styczniowego, dowódca oddziału wojsk polskich.

## Życiorys
Będąc podoficerem wojsk francuskich, został ochotniczo szeregowcem w oddziale Kazimierza Konrada Błaszczyńskiego. Mianowany wkrótce oficerem dowodził 27 czerwca 1863 roku polską piechotą w bitwie pod Przedborzem. Przeszedł następnie pod dowództwo Zygmunta Chmieleńskiego, dowodząc kompanią żuawów, złożonych głównie z cudzoziemców. Zginął w bitwie między Seceminem a Rudnikami w okolicy Koniecpola, początkowo trafiony pociskiem armatnim, a następnie został dobity piką przez kozaka.
Został pochowany na cmentarzu w Kurzelowie.